# Yttre Rändningarna
Yttre Rändningarna är en sjö i Härjedalens kommun i Härjedalen och ingår i Ljusnans huvudavrinningsområde. Sjön har en area på 0,112 kvadratkilometer och ligger 730,9 meter över havet. Sjön avvattnas av vattendraget Rånden.

## Delavrinningsområde
Yttre Rändningarna ingår i det delavrinningsområde (691324-135047) som SMHI kallar för Utloppet av Yttre Rändningarna. Medelhöjden är 736 meter över havet och ytan är 0,55 kvadratkilometer. Räknas de 10 avrinningsområdena uppströms in blir den ackumulerade arean 67,43 kvadratkilometer. Rånden som avvattnar avrinningsområdet har biflödesordning 2, vilket innebär att vattnet flödar genom totalt 2 vattendrag innan det når havet efter 342 kilometer. Avrinningsområdet består mestadels av skog (80 procent). Avrinningsområdet har 0,11 kvadratkilometer vattenytor vilket ger det en sjöprocent på 20 procent.